# Almotriptan
L'almotriptan è un composto chimico di formula {\displaystyle {\ce {C17H25N3O2S}}} che in condizioni standard si presenta come una polvere cristallina bianco giallastra.

## Storia
L'almotriptan è un farmaco a piccole molecole con una fase massima di sperimentazione clinica di IV (per tutte le indicazioni), approvato per la prima volta nel 2001.

## Caratteristiche strutturali e fisiche
L'almotriptan è un composto indolico che presenta un gruppo 2-(dimetilamino)etilico in posizione 3 e un gruppo (pirrolidin-1-ilsulfonil)metilico in posizione 5. È un membro della classe degli indoli, delle solfonammidi e delle ammine terziarie. Il composto risulta solubile in acqua.
| N. di atomi pesanti                  | 23              |
| N. di donatori di legami a idrogeno  | 1               |
| N. di accettori di legami a idrogeno | 4               |
| N. di legami ruotabili               | 6               |
| Massa monoisotopica                  | 335,16674822 u  |
| Superficie polare                    | 64,8 Å²         |
| Sezione d'urto                       | 175,8 Å² [M+H]+ |

## Reattività e caratteristiche chimiche

### Spettri analitici
- 13C NMR[6]
- GC-MS[7][8]
- LC-MS[9]

## Farmacologia e tossicologia

### Farmacocinetica
Almotriptan è ben assorbito, presentando una biodisponibilità orale di circa il 70%. La Cmax si osserva approssimativamente tra 1,5 e 3 ore dalla somministrazione. Il tasso e la velocità di assorbimento sono indipendenti dalla concomitante ingestione di cibo. In soggetti sani dopo somministrazione di dosi orali singole comprese tra 5 mg e 200 mg, la Cmax e l’AUC sono state proporzionali alla dose, il che indica un comportamento farmacocinetico lineare.
L’emivita di eliminazione in soggetti sani è di circa 3,5 ore. Non c’è evidenza della dipendenza della farmacocinetica da fattori legati al sesso. Più del 75% della dose somministrata viene eliminata con l’urina, la parte restante con le feci. Circa il 50% della dose recuperata nell’urina e nelle feci è costituita da almotriptan immodificato.
La principale via di biotrasformazione è la deaminazione ossidativa mediata dalla monoamino-ossidasi (MAO-A) fino al metabolita indolo acetico. Altri enzimi coinvolti nel metabolismo di almotriptan sono il citocromo P450 (isoenzimi 3A4 e 2D6) e la flavina mono-ossigenasi. Sono noti diversi metaboliti, inclusi il metil(2-{5-[(pirrolidin-1-ilsulfonil)metil]-1H-indol-3-il}etil)ammina e il 2-idrossi-almotriptan, ma nessuno ha attività farmacologica significativa. Il legame con le proteine plasmatiche si attesta pari al 35%.
Dopo fleboclisi di una dose di almotriptan a volontari sani, i valori medi del volume di distribuzione, clearance totale ed emivita di eliminazione sono stati pari rispettivamente a 195 litri, 40 litri/ora e 3.4 ore. Circa due terzi della clearance totale è da attribuirsi alla clearance renale (CLR), anche la secrezione tubulare renale è probabilmente da considerarsi coinvolta in tale processo.
La CLR è ben correlabile con le funzioni renali in pazienti affetti da insufficienza renale lieve (clearance della creatinina: 60-90 ml/min), moderata (clearance della creatinina: 30-59 ml/min) e grave (clearance della creatinina: < 30 ml/min). Solo nei pazienti con insufficienza renale grave l’aumento del t1/2 medio, fino a 7 ore, è statisticamente e clinicamente significativo.

### Farmacodinamica
L'almotriptan si lega selettivamente e attiva i recettori serotoninergici 5-HT1B e 5-HT1D nel sistema nervoso centrale, causando la costrizione dei vasi sanguigni extracerebrali e intracranici. Presenta invece una debole affinità per i recettori 5-HT1A, 5-HT5A e 5-HT7 e nessuna affinità significativa o attività farmacologica sui sottotipi di recettori 5-HT2, 5-HT3 o 5-HT4 o sui recettori adrenergici α1-, α2-, β-, dopaminergici D1 e D2, muscarinici o benzodiazepinici.
Questo può portare al sollievo dal dolore causato dalle cefalee vascolari. L'almotriptan può anche alleviare le cefalee vascolari impedendo il rilascio di neuropeptidi vasoattivi dagli assoni trigeminali perivascolari nella dura madre a seguito della stimolazione del ganglio di Gasser durante un'emicrania, riducendo l'extravasazione delle proteine plasmatiche e diminuendo il rilascio di altri mediatori dell'infiammazione dal nervo trigemino.

### Effetti del composto e usi clinici
Viene utilizzato come farmaco antinfiammatorio non steroideo. L'almotriptan è un triptano utilizzato per il trattamento delle cefalee emicraniche con o senza aura.
Agisce restringendo i vasi sanguigni nel cervello, bloccando la trasmissione dei segnali di dolore e inibendo il rilascio di alcune sostanze naturali responsabili di dolore, nausea e altri sintomi dell'emicrania. Il composto non previene gli attacchi di emicrania. Il farmaco si è inoltre dimostrato capace di alleviare la nausea, la fotofobia e la fonofobia associati con gli attacchi di emicrania. Il composto deve essere assunto con liquidi il prima possibile dopo l’insorgenza di cefalea associata ad emicrania sebbene sia efficace anche quando assunto in una fase più avanzata dell’attacco.

### Controindicazioni ed effetti collaterali
Il farmaco è controindicato:
- in pazienti con ipersensibilità al composto;
- in pazienti con anamnesi, sintomi o segni di cardiopatia ischemica (infarto miocardico, angina pectoris, ischemia silente documentata, angina di Prinzmetal) o affetti da ipertensione severa e da ipertensione lieve o moderata non controllata;
- in pazienti con anamnesi di accidenti cerebrovascolari (CVA), attacchi ischemici transitori (TIA) o malattia vascolare periferica;
- in pazienti che assumono ergotamina, derivati dell’ergotamina (inclusa metisergide) e di altri agonisti 5-HT1B/1D;
- in pazienti con insufficienza epatica grave.

Almotriptan deve essere usato solo in presenza di una precisa diagnosi di emicrania. Non deve essere usato per curare l’emicrania basilare, emiplegica o oftalmoplegica. Deve essere prescritto con precauzione ai pazienti con ipersensibilità accertata alle sulfonamidi.
Il composto può causare nausea, sonnolenza, vertigini, diarrea, cefalea, sudorazione e xerostomia. La somministrazione di almotriptan può essere associata a sintomi transitori che includono dolore toracico e tensione che può essere intensa e coinvolgere la gola. Similmente agli altri agonisti dei recettori 5-HT1B/1D, almotriptan può causare lievi aumenti transitori della pressione arteriosa che possono essere più pronunciati negli anziani. In casi molto rari, come per altri agonisti dei recettori 5-HT1B/1D, sono stati evidenziati vasospasmo coronarico e infarto del miocardio.

### Interazioni
È stata segnalata sindrome da serotonina, incluso alterazioni dello stato mentale, instabilità autonomica e patologie neuromuscolari, in occasione del trattamento concomitante con triptani e inibitori selettivi della ricaptazione della serotonina (SSRI) o inibitori della ricaptazione della serotonina e noradrenalina (SNRI).
Si consiglia di aspettare almeno 6 ore dopo l’uso di almotriptan prima di somministrare ergotamina. Viceversa, devono trascorrere almeno 24 ore dopo la somministrazione di una preparazione contenente ergotamina prima di somministrare almotriptan. Gli effetti indesiderati possono essere più frequenti durante l’uso concomitante di triptani e preparazioni a base di erbe che contengono erba di San Giovanni (Hypericum perforatum).
La somministrazione ripetuta del bloccante dei canali del calcio verapamil, un substrato del CYP3A4, ha indotto un aumento del 20% della Cmax e dell’AUC di almotriptan, tuttavia questo aumento non è considerato clinicamente rilevante.